# Avenidas (Palma de Mallorca)

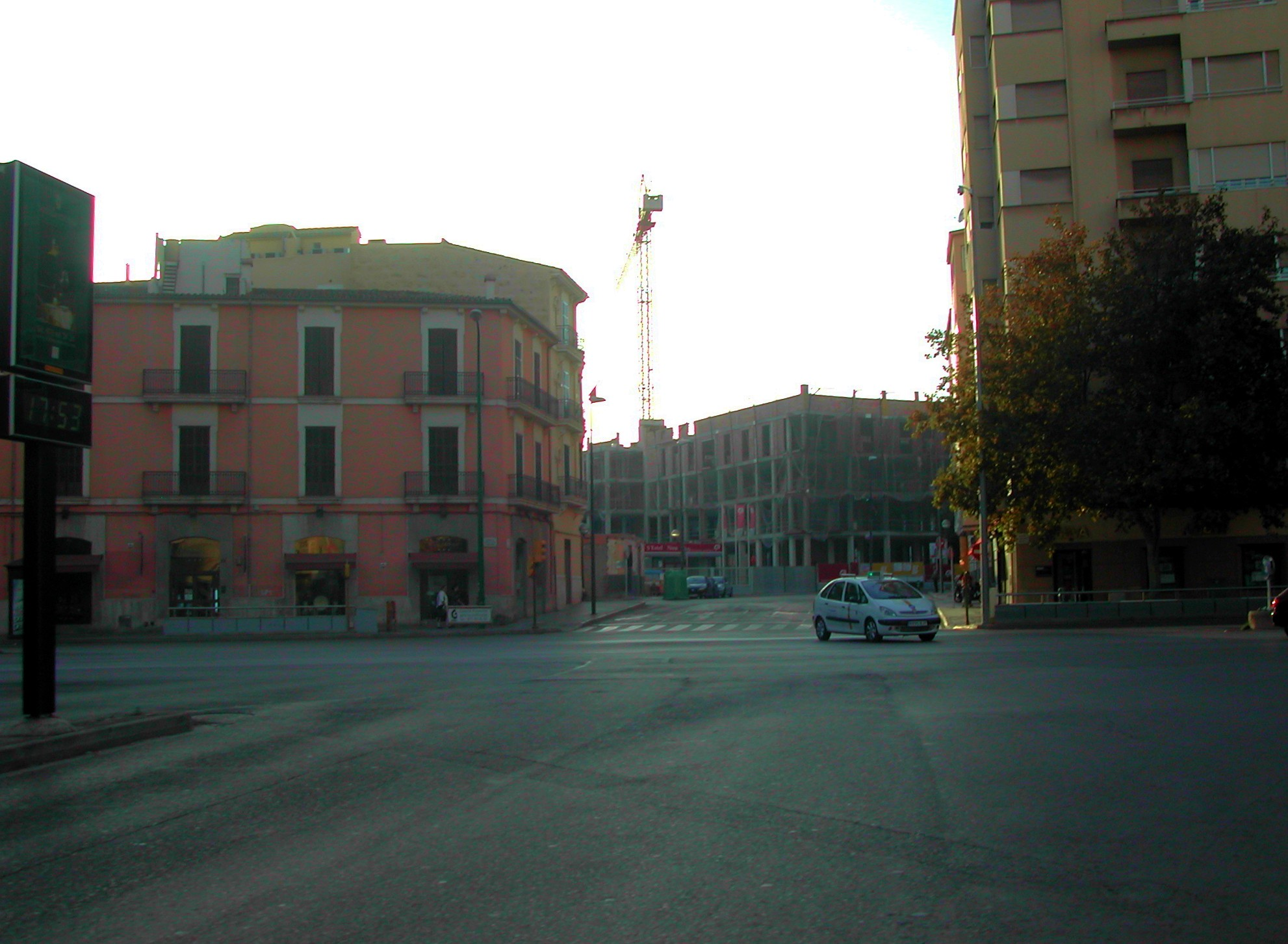
Inicio de la calle Manacor en la avenida de Gabriel Alomar i Villalonga.

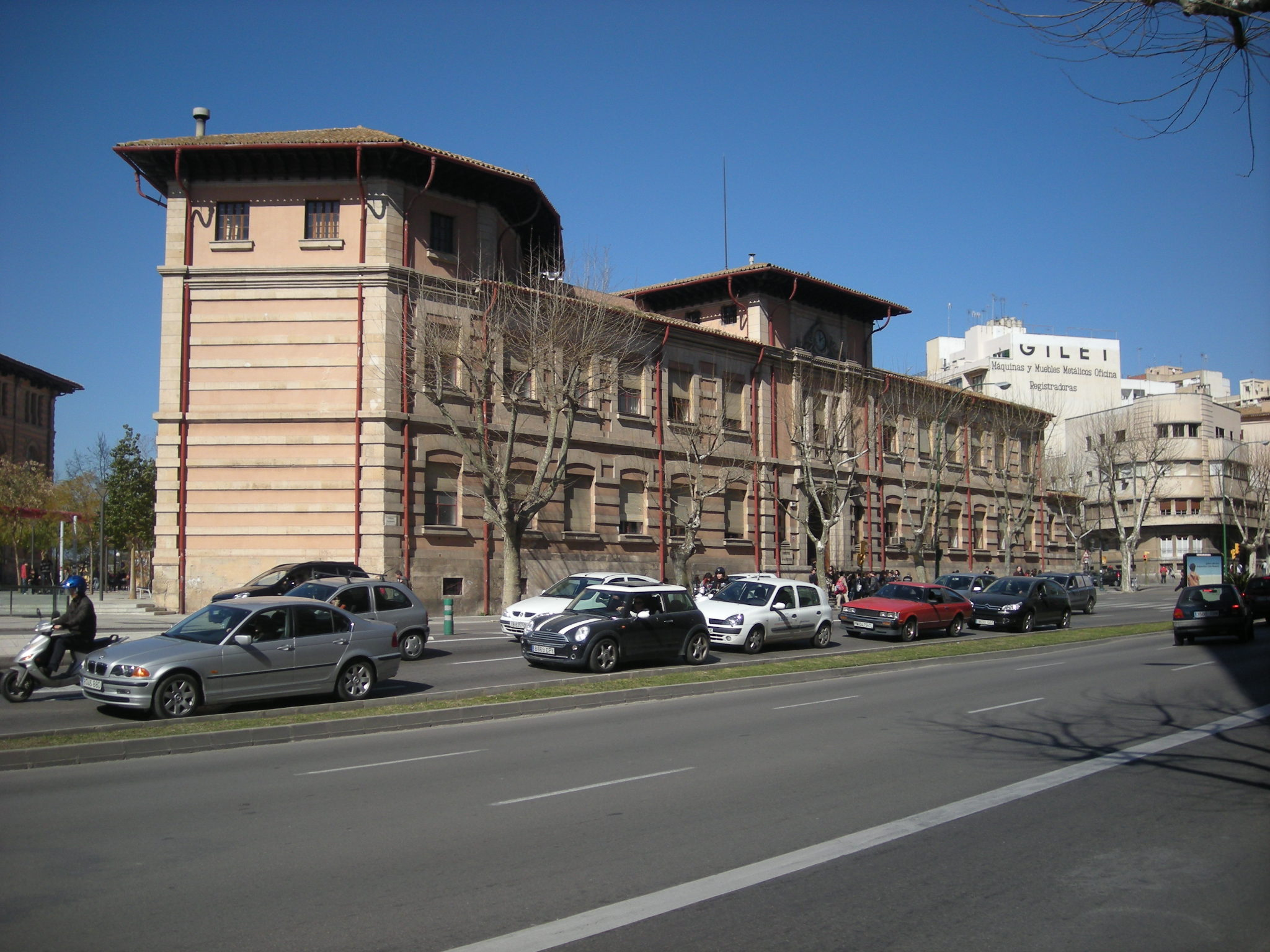
Tráfico en la vía Alemania.

Las Avenidas (Avingudes en catalán) son un total de seis vías que circunvalan el casco antiguo de la ciudad de Palma de Mallorca, capital del archipiélago balear, en España. Siguen el mismo recorrido que las antiguas murallas de la ciudad, motivo por el cual bordean el casco antiguo. Tienen una longitud total de 2460 metros, se extienden desde el inicio de la autopista de Levante (junto al Parque del mar) hasta la plaza del Fortí (en el barrio homónimo, junto al torrente de la Riera y al paseo Mallorca). Las avenidas son las siguientes:
- Avenida de Gabriel Alomar i Villalonga: desde la autopista de Levante hasta la calle Manacor.
- Avenida de Alexandre Roselló: desde la calle Manacor hasta la plaza de España.
- Avenida del Gran i General Consell: desde la plaza de España hasta la intersección con las calles San Miguel y 31 de diciembre.
- Avenida Conde de Sallent: desde dicha intersección hasta la calle General Riera.
- Avenida de Alemania: desde la calle General Riera hasta la calle Jesús.
- Avenida de Portugal: desde la calle de Jesús hasta la plaza del Fortín.

## Historia
En agosto de 1902 las murallas de Palma de Mallorca comenzaron a derribarse. Meses antes, el ayuntamiento de la ciudad había convocado un concurso municipal para escoger un proyecto de remodelación urbana, el ganador del concurso fue el ingeniero Bernardo Calvet con su proyecto Felix qui potuit rerum cognoscere causas. Calvet concibió un ensanche con forma de corona circular en torno al casco antiguo, siguiendo los principios del plano radioconcéntrico. El proyecto contaba con tres principales paseos: uno al sur, en los terrenos ganados al mar; otro sobre el torrente de San Magín y el tercero, las actuales avenidas.
El Gran Paseo de Ronda se ubicó en el espacio que antaño ocuparon las murallas, de ahí las ligeras infelxiones de su trazado. Tenía 40 metros de anchura y una longitud de 2460 metros, se iniciaba junto a la antigua fábrica de gas (cerca de lo que actualmente es el parque del mar) y concluía en el Hornabeque, donde se bifurcaba hacia los caminos de Son Rapiña y Andrach. 
Originariamente las Avenidas eran un paseo público, dividido en diferentes sectores por las calles que lo seccionaban (Manacor, Aragón, 31 de diciembre y General Riera). Cada acera medía cuatro metros de ancho y contaba con otro metro adicional a los lados para los árboles, se destinaron nueve metros para cada sentido del tráfico y en el centro se situó un paseo de diez metros de ancho. En los años 70 el aumento del parque móvil y de la población de la ciudad hicieron que se decidiese desmantelar el paseo central, aumentando los carriles de circulación de dos a cuatro por sentido. Tan solo se mantuvo en la Avenida de Gabriel Alomar, donde funciona como aparcamiento; los sábados por la mañana se realiza allí un mercadillo de ocasión, popularmente conocido como Es baratillo. Está previsto que en un futuro cuatro de los carriles sean de uso exclusivo para el tranvía, los autobuses y el carril-bici.